# Faction Soron
La Faction Soron (hangeul : 소론 ; hanja : 少論 ; RR : soron) est une faction de lettrés coréens de la période Joseon. Issue de la Faction occidentale, elle s'oppose à la Faction Noron, elle aussi issue de cette faction. 

## Membre
- Yun Jeung (1629-1714).